# Il Grande Viaggio Vol. 1
Il Grande Viaggio Vol. 1 je studijski album talijanskog DJ-a Gigija D'Agostina koji je izdan 2001.

## Popis pjesama
1. "The House Of God"  – 1:58
2. "Name Of The Name"  – 2:51
3. "Cosmic Pop"  – 4:02
4. "Rapture"  – 2:32
5. "Zora"  – 3:16
6. "Rheinkraft"  – 2:16
7. "Heart Operation" - Free The Primitive  – 2:31
8. "Control Freaq"  – 2:01
9. "The 15Th"  – 3:39
10. "Gigi D'agostino Natale"  – 3:17
11. "Poney Part 2"  – 4:06
12. "Sway (Mucho Mambo)"  – 2:52
13. "Farilalililla"  – 2:04
14. "Chartsengrafs"  – 3:54
15. "Gigi Dag"  – 3:43
16. "Raggattak"  – 1:43
17. "Moscow Nights"  – 4:09
18. "S.H.O.K.K. - Isn't It All A Little Strange" – 6:41
19. "Amorelettronico"  – 2:59
20. "The Butterflies - The Butterfly"  – 3:09
21. "Che Cosa Strana... Quasi Arcana..."  – 1:58
22. "Tammurriata Nera"  – 4:48
23. "Vitalic - You Prefer Cocaine" – 5:46
24. "Musikakeparla"  – 4:12